# John Fogarty
John Fogarty (ur. 9 kwietnia 1952) – irlandzki duchowny rzymskokatolicki, duchacz, od 2012 przełożony generalny Zgromadzenia Ducha Świętego pod opieką Niepokalanego Serca Maryi Panny.

## Życiorys
Święcenia kapłańskie przyjął 27 września 1981. 11 lipca 2012 został wybrany na generała zakonu duchaczy.